# مشکین (تاکستان)
مشکین (تاکستان)، روستایی از توابع بخش مرکزی شهرستان تاکستان در استان قزوین ایران است.

## گزارش از روستای مشکین
ده جزء دهستان قاقازان بخش ضیاآباد شهرستان قزوین.
۲۳ کیلومتری شمال ضیاآباد، ۶ کیلومتری راه عمومی. در دامنه، سردسیر، سکنه ۵۶۶، شیعه، تُرکی.
در زمستان آب از رودخانه نکی- غلات، انگور، جنگل تبریزی، میوه‌جات مختلف.
گلیم، جاجیم، قالی‌بافی.
تپه‌ای در مجاور آبادی قرار دارد که در نتیجه کاوش آثار قدیم از آن خارج می‌شود. راه مالرو و از طریق اشتجین و کندر می‌توان ماشین برد.

## جمعیت
این روستا در دهستان قاقازان غربی قرار دارد و براساس سرشماری مرکز آمار ایران در سال۱۴۰۰، جمعیت آن۷۰۰ نفر۱۸۲خانوار) بوده‌است.

## مذهب
مردم روستای مشکین پیرو دین اسلام و مذهب شیعه دوازده امامی هستند. هر ساله مراسم تعزیه خوانی با هنرمندی براتعلی ملکی در نقش امام و مختار لطیفی در نقش شمر بن ذی الجوشن برگزار می‌شود.

## زبان
مردم این روستا به زبان ترکی آذربایجانی و لهجه قاقازانی سخن می‌گویند.

## مردم
نام خانوادگی مردم در این روستا عبارت است از : امیرنژاد، لطیفی ، ملکی ، محمدی ، خراسانی ، حسینی ، عسگری ، دوستی ، صادقی ، خادمی ، غفوریان ، گروسی و...